# Cymothales marginatus
Cymothales marginatus är en insektsart som beskrevs av Mansell 1987. Cymothales marginatus ingår i släktet Cymothales och familjen myrlejonsländor. Inga underarter finns listade i Catalogue of Life.